# 里斯本與賓菲加體育女子隊
里斯本與賓菲加體育女子隊（Sport Lisboa e Benfica）通稱賓菲加，是一家葡萄牙女子足球，位於里斯本。目前球隊在葡萄牙國家女子足球錦標賽中作賽。
球隊成立於2017年12月12日，是賓菲加的女子隊。 球隊曾經連續四年贏得葡萄牙國家女子足球錦標賽冠軍、兩次葡萄牙女子盃冠軍、兩次葡萄牙女子聯賽盃冠軍、三次葡萄牙女子超級盃冠軍。
截止2024年，賓菲加贏得自他們於2019年升班後的每屆聯賽，當中除了2019–20年球季因COVID-19大流行而中斷賽事。在賽事中斷前，球隊排名並列第一位。

## 榮譽
- 葡萄牙國家女子足球錦標賽（英语：Campeonato Nacional Feminino）

冠軍 (5)： 2020–21, 2021–22, 2022–23, 2023–24, 2024–25
- 葡萄牙國家女子乙組足球錦標賽（英语：Campeonato Nacional II Divisão Feminino）

冠軍 (1)： 2018–19
- 葡萄牙女子盃（英语：Taça de Portugal Feminina）

冠軍 (2)： 2018–19, 2023–24
- 葡萄牙女子聯賽盃（英语：Taça da Liga Feminina）

冠軍 (4)： 2019–20, 2020–21, 2022–23, 2023–24
- 葡萄牙女子超級盃（英语：Supertaça de Portugal Feminina）

冠軍 (3)： 2019, 2022, 2023

## 外部連結
- 官方网站 （葡萄牙語、英語、西班牙語和法語）
- S.L. Benfica at thefinalball.com （页面存档备份，存于）